# Übertragungsgetriebe

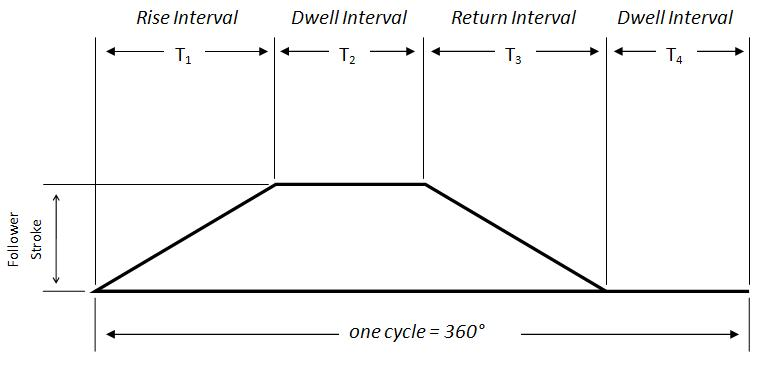
Übertragungsfunktion (idealisiert) für schwingende Abtriebsbewegung mit
2 Raststellungen

Übertragungsgetriebe sind neben den Führungsgetrieben eine Hauptgruppe der Koppelgetriebe.
„In dieser  Eigenschaft überträgt ein Koppelgetriebe Bewegungen und Kräfte vom Antriebsglied auf das Abtriebsglied.“
„Die Bewegungsübertragung ... erfolgt nach einer Übertragungsfunktion mit oder ohne Änderung der Bewegungsform (z.B. Drehen, Schieben). Die Übertragungsfunktion ... beschreibt die Beziehungen zwischen dem Antriebsparameter“ (Winkel φ) „und dem Abtriebsparameter“ (Winkel, Weg, ..) „und den kinematischen Abmessungen der Getriebeglieder“, von denen sie allein abhängig ist,  „in analytischer Form.“
Der Übertragungswinkel (Winkel am Gelenk zwischen den beiden als Geraden zu denkenden Gliedern) ist „ein Kriterium für die Güte der Kraft- und Bewegungsübertragung“. Er sollte innerhalb von 90°±50° bleiben. Bei den Werten 0° und 180° ist eine Übertragung „nicht möglich, das Übertragungsgetriebe ist nicht lauffähig.“